# Wolfgang Ries
Wolfgang Ries (* 1968) ist ein österreichischer Amateurastronom, Astrofotograf und Entdecker von Kleinplaneten.
Wolfgang Ries hat seine eigene private Sternwarte in Altschwendt in Oberösterreich. Das Minor Planet Center schreibt ihm die Entdeckung von 177 Asteroiden zwischen 2004 und 2009 zu.
Der Hauptgürtel-Asteroid (266887) Wolfgangries wurde nach ihm benannt. Das Namenszitat wurde am 22. Juli 2013 veröffentlicht.